# Bombardero V
El término bombardero V (en inglés V bomber) fue utilizado para los aviones de la Royal Air Force de los años 1950 y 1960 que formaban parte de la fuerza nuclear de ataque estratégico del Reino Unido. Los bombarderos, cuyos nombres comenzaba con la letra «V», fueron el Vickers Valiant (1951), el Handley Page Victor (1952) y el Avro Vulcan (1952). La fuerza de bombarderos V alcanzó su máximo en junio de 1964, con 50 Valiant, 39 Victor y 70 Vulcan en servicio.

## Historia

### Desarrollo inicial
El Mando de Bombardeo de la Royal Air Force acabó la Segunda Guerra Mundial con una política de utilizar bombarderos pesados de cuatro hélices para incursiones en masa. Esta política permaneció durante el periodo de posguerra inmediato, adoptando el Avro Lincoln, una versión mejorada del Avro Lancaster, como bombardero estándar.
El desarrollo de armas nucleares y aviones de reacción dejó esta política obsoleta. El futuro parecía pertenecer a bombarderos de reacción que pudiesen volar a una altitud y velocidad altas, sin armamento defensivo y con la capacidad de realizar un ataque nuclear. Incluso en ese momento se podía ver que los misiles guiados finalmente harían vulnerables a los aviones, pero el desarrollo de estos misiles estaba resultando difícil y los bombarderos veloces parecían servir antes de la necesidad de algo mejor.
El uso masivo de bombarderos se vio innecesario si un único avión podía destruir una ciudad o instalación militar con un arma nuclear. Debía ser un bombardero de dimensiones grandes ya que la primera generación de artefactos nucleares eran pesados y voluminosos. Tales bombarderos grandes y modernos tendrían con coste unitario elevado, pero serían fabricados en cantidades pequeñas.
La llegada de la Guerra Fría hizo hincapié a los planificadores británicos la necesidad de modernizar las fuerzas. Además, las relaciones en altibajos del Reino Unido con los Estados Unidos, particularmente en los años siguientes de posguerra cuando regresó un aislamiento breve del país, consiguió que el Reino Unido decidiese sobre la necesidad de su propia fuerza de ataque nuclear.
Tras considerar varias especificaciones para un bombardero de reacción avanzado a finales de 1946, en enero de 1947, el Ministerio del Aire publicó una petición en la forma de especificación B.35/46 para un bombardero que al menos fuese igual que los contemporáneos soviéticos o estadounidenses. Esta especificación proponía un bombardero de alcance medio que pudiese transportar una bomba de 4.535 kg a un objetivo a 2.775 km de una base que podría estar en cualquier parte del mundo.
El entonces bombardero de la RAF, el English Electric Canberra, sólo podía llegar a la frontera de la Unión Soviética y tenía una capacidad de carga de 2.720 kg. La petición también señalaba que el avión no podía superar un peso máximo de 45.400 kg, aunque el límite subiría en la práctica; y el bombardero debía tener una velocidad de crucero de 925 km/h y un techo de vuelo de 15.200 m.
La petición llegó a la mayoría de los principales fabricantes aeronáuticos del Reino Unido. Handley Page y Avro se acercaron con diseños muy avanzados para la competición, que se convertiría en los aviones Victor y Vulcan respectivamente. El diseño de Vickers-Armstrongs fue rechazado por ser demasiado conservador. Sin embargo, Vickers presionó al Ministerio del Aire y realizó cambios en su diseño afirmando que estaría disponible antes que sus competidores y sería útil como recurso provisional hasta la llegada de bombarderos más modernos.

### En servicio
El Valiant entró en servicio en 1955, el Vulcan en 1956 y el Victor en 1957. A pesar de las dificultades técnicas del arma nuclear británica, los bombarderos V aún constituían una fuerza militar efectiva. Un libro blanco producido por la Royal Air Force para el gobierno del Reino Unido de 1961 afirmaba que la fuerza nuclear de la RAF podía destruir ciudades clave soviéticas como Moscú y Kiev antes de que los bombarderos estadounidenses alcanzaran sus objetivos. Durante las primeras etapas de la Guerra Fría, la OTAN confió a la RAF la destrucción de ciudades clave de la Rusia europea. La RAF concluía que la fuerza de los bombarderos V podía acabar con ocho millones de ciudadanos soviéticos y herir a otros ocho millones antes de que los bombarderos estadounidenses llegasen a sus blancos.
Todos los bombarderos V han estado en servicio activo al menos una vez utilizando armas convencionales. El Valiant en la Crisis de Suez de 1956, el Victor en la confrontación Indonesia-malaya de 1963-66 y el Vulcan en la guerra de las Malvinas de 1982. Únicamente el Valiant ha lanzado un artefacto nuclear como parte de ensayos nucleares británicos.

### Retirada
El desarrollo de misiles antiaéreos hizo que la amenaza disuasoria aumentase. Tras el fracaso del programa Blue Streak y la cancelación del Skybolt estadounidense y la entrada en servicio de la versión Mk. 2 del misil británico Blue Steel, los Vulcan fueron desplazados en los años 1960, en las tareas estratégicas, por el misil Polaris, diseñado para ser lanzado desde submarinos nucleares.
El Valiant fue retirado de servicio como bombardero primero, realizando tareas de avión cisterna, ataque a bajo nivel y reconocimiento fotográfico. Debido a la fatiga de materiales, fueron retirados completamente en 1965.
Además de las tareas a las que fueron diseñados, los bombarderos V han servido como aviones cisterna para reabastecimiento en vuelo. Tras la retirada de los Valiant, los aviones Victor B.1 fueron convertidos para tareas de reabastecimiento. Debido a retrasos en la entrada de servicio del Lockheed Tristar, seis Vulcan B.2 fueron convertidos en aviones cisterna y sirvieron entre 1982 y 1984.